# 2重連結グラフ
数学のグラフ理論における2重連結グラフ（2じゅうれんけつグラフ、英: biconnected graph）とは、任意の頂点が取り除かれても連結であるという意味で「分離不可能」なグラフのことを言う。したがって、2重連結グラフには関節点は存在しない。
2-連結であるという性質は、2重連結性と基本的に同値である。ただし、二つの頂点からなる完全グラフはしばしば、2重連結であるが2-連結ではないと見なされることに注意されたい。
この性質は特に、一つの辺（あるいは、接続）を取り除く際の非連結を防ぐための、グラフの2重冗長性を維持する上で有用である。
この冗長性に関する性質により、2重連結グラフは、ネットワークの分野（フローネットワークを参照されたい）において非常に重要となる。

## 定義
2重連結無向グラフは、どの一つの頂点（およびそれに接続する辺）を取り除いても非連結とならない連結グラフである。
2重連結有向グラフは、任意の二つの頂点 v および w に対して、v と w 以外に共通の頂点を含まないような v から w への二つの有向路が存在するグラフである。
| 頂点 | 可能性の数                          |
| ---- | ----------------------------------- |
| 1    | 0                                   |
| 2    | 1                                   |
| 3    | 1                                   |
| 4    | 3                                   |
| 5    | 10                                  |
| 6    | 56                                  |
| 7    | 468                                 |
| 8    | 7123                                |
| 9    | 194066                              |
| 10   | 9743542                             |
| 11   | 900969091                           |
| 12   | 153620333545                        |
| 13   | 48432939150704                      |
| 14   | 28361824488394169                   |
| 15   | 30995890806033380784                |
| 16   | 63501635429109597504951             |
| 17   | 244852079292073376010411280         |
| 18   | 1783160594069429925952824734641     |
| 19   | 24603887051350945867492816663958981 |